# Rolfe Sedan
Rolfe Sedan, nato Edward Sedan (New York, 20 gennaio 1896 – Los Angeles, 16 settembre 1982), è stato un attore statunitense.
Attore caratterista, Rolfe Sedan lavorò nel cinema per sei decenni: dal 1921 al 1979, prese parte a oltre trecento film tra i quali vanno contate anche numerose apparizioni televisive.

## Biografia
Nato a New York nel 1896, era figlio di una costumista teatrale e di un direttore d'orchestra. Sedan iniziò la sua carriera di attore nei night club e nel circuito del vaudeville della costa orientale. Nel 1916, debuttò a Broadway e, nel 1921, apparve nel suo primo film girato per la Metro Pictures Corporation. Nella sua carriera di caratterista, fu tra gli interpreti di alcuni dei più importanti film girati a Hollywood. Viene ricordato per la sua interpretazione - tra i suoi numerosi ruoli - del portiere d'albergo in Ninotchka, dove recitava a fianco di Greta Garbo.
Negli anni quaranta ritornò a recitare in teatro e, nel cinquanta, prese parte a svariati spettacoli televisivi come il The Jack Benny Program. In Frankenstein Junior, ebbe il ruolo del macchinista del treno.
Morì a 86 anni a causa di problemi cardiaci nella sua casa di Pacific Palisades, a Los Angeles, il 15 settembre 1982. È sepolto all'Hollywood Forever Cemetery.

## Galleria d'immagini

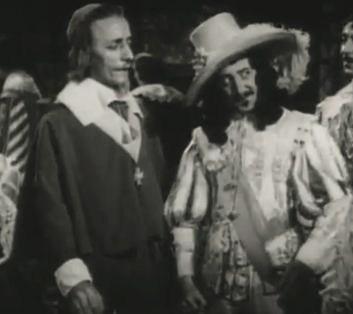
La maschera di ferro, Nigel De Brulier & Rolfe Sedan
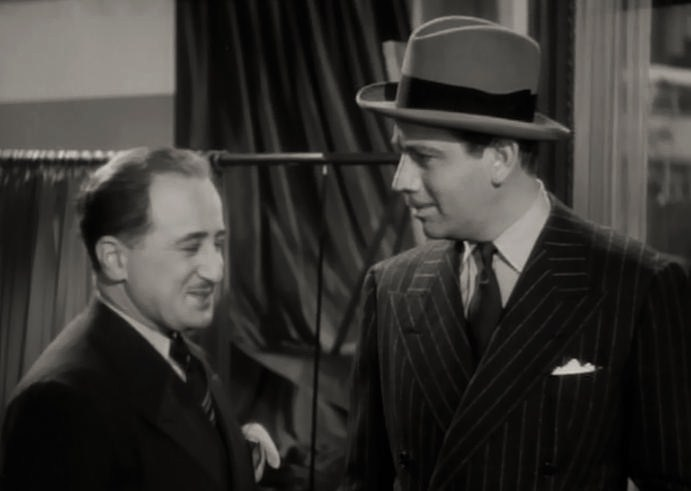
Rolfe Sedan e Melvyn Douglas (1941)

## Filmografia parziale

### Cinema
- La commedia umana (The Conquering Power), regia di Rex Ingram (1921)
- What No Man Knows, regia di Harry Garson (1921)
- Donne viennesi (Merry-Go-Round), regia di Rupert Julian e, non accreditato, Erich von Stroheim (1923)
- Sporting Youth, regia di Harry A. Pollard (1924)
- Poisoned Paradise, regia di Louis J. Gasnier (1924)
- Excitement, regia di Robert F. Hill (1924)
- The Breaking Point, regia di Herbert Brenon (1924)
- The Dangerous Blonde, regia di Robert F. Hill (1924)
- Young Ideas, regia di Robert F. Hill (1924)
- Love and Glory, regia di Rupert Julian (1924)
- Tre donne (Three Women), regia di Ernst Lubitsch (1924)
- Every Man for Himself, regia di Robert F. McGowan (1924)
- Smouldering Fires, regia di Clarence Brown (1925)
- The Mad Whirl, regia di William A. Seiter (1925)
- Is Marriage the Bunk?, regia di Leo McCarey - cortometraggio (1925)
- Stop Flirting, regia di Scott Sidney (1925)
- Looking for Sally, regia di Leo McCarey - cortometraggio (1925)
- I'll Show You the Town, regia di Harry A. Pollard (1925)
- La vedova allegra (The Merry Widow), regia di Erich von Stroheim (1925)
- California Straight Ahead, regia di Harry A. Pollard (1925)
- His People, regia di Edward Sloman (1925)
- Quinta Strada (Fifth Avenue), regia di Robert G. Vignola (1926)
- The Whole Town's Talking
- La capanna dello zio Tom (Uncle Tom's Cabin), regia di Harry A. Pollard (1927)
- Musica classica (You're Darn Tootin' ), regia di Edgar Kennedy (1928)
- Riley of the Rainbow Division, regia di Bobby Ray (1928)
- The Adorable Cheat, regia di Burton L. King (1928)
- The Chinatown Mystery, regia di J.P. McGowan - serial (1928)
- La battaglia dei sessi (The Battle of the Sexes), regia di D.W. Griffith (1928)
- Maschere di celluloide (Show People), regia di King Vidor (1928)
- Riley il poliziotto (Riley the Cop), regia di John Ford (1928)
- Making the Grade, regia di Alfred E. Green (1929)
- La maschera di ferro (The Iron Mask), regia di Allan Dwan (1929)
- Movie Night
- Agli ordini di sua altezza (Double Whoopee), regia di Lewis R. Foster (1929)
- Thundering Toupees
- Leaping Love
- Dad's Day
- Jozelle jazz club (Street Girl), regia di Wesley Ruggles (1929)
- Trappola d'amore (The Love Trap), regia di William Wyler (1929)
- Allegri marinai
- One Hysterical Night, regia di William James Craft (1929)
- The Phantom in the House, regia di Phil Rosen (1929)
- Toot Sweet!, regia di Alfred J. Goulding (1929)
- La romanza dell'amore (It's a Great Life), regia di Sam Wood (1929)
- Party Girl, regia di Victor Halperin (1930)
- They Learned About Women, regia di Jack Conway, Sam Wood (1930)
- Un tocco di scarlatto (Slightly Scarlet), regia di Louis J. Gasnier, Edwin H. Knopf (1930)
- Such Men Are Dangerous, regia di Kenneth Hawks (1930)
- Show Girl in Hollywood, regia di Mervyn LeRoy (1930)
- Paramount revue (Paramount on Parade), regia di autori vari (1930)
- Il trapezio della morte (Swing High), regia di Joseph Santley (1930)
- Sweethearts and Wives, regia di Clarence G. Badger (1930)
- For the Defense, regia di John Cromwell (1930)
- Luci del circo (Rain or Shine), regia di Frank Capra (1930)
- Sweet Kitty Bellairs, regia di Alfred E. Green (1930)
- Romanzo (Romance), regia di Clarence Brown (1930)
- Montecarlo (Monte Carlo), regia di Ernst Lubitsch (1930)
- Half Shot at Sunrise, regia di Paul Sloane (1930)
- Those Three French Girls, regia di Harry Beaumont, Erle C. Kenton (1930)
- The Life of the Party, regia di Roy Del Ruth (1930)
- A Lady's Morals, regia di Sidney Franklin (1930)
- Le joueur de golf
- Once a Sinner, regia di Guthrie McClintic (1931)
- Finn ed Hattie (Finn and Hattie), regia di Norman Z. McLeod, Norman Taurog (1931)
- 50 Million Frenchmen, regia di Lloyd Bacon (1931)
- The Dog Doctor, regia di Phil Whitman (1931)
- Man of the World, regia di Richard Wallace (1931)
- In Conference, regia di Edward F. Cline (1931)
- A Butter 'n' Yeggman, regia di Henry Lehrman (1931)
- Just a Gigolo
- Transgression, regia di Herbert Brenon (1931)
- Movie-Town, regia di Mack Sennett (1931)
- Nuit d'Espagne, regia di Henri de la Falaise (1931)
- Madame Julie, regia di Victor Schertzinger (1931)
- The Galloping Ghost, regia di B. Reeves Eason (1931)
- Monkey Business - Quattro folli in alto mare (Monkey Business), regia di Norman Z. McLeod (1931)
- The Gland Parade, regia di Harold Schwartz (1931)
- New Adventures of Get Rich Quick Wallingford, regia di Sam Wood (1931)
- Her Majesty, Love, regia di William Dieterle (1931)
- Ladies of the Big House
- Devil on Deck, regia di Wallace Fox (1932)
- Chi la dura la vince (The Passionate Plumber), regia di Edward Sedgwick (1932)
- The Big Timer
- Are You Listening?, regia di Harry Beaumont (1932)
- This Is the Night, regia di Frank Tuttle (1932)
- Grand Hotel, regia di Edmund Goulding (1932)
- Jimmy's New Yacht
- New Morals for Old
- Unashamed
- Winner Take All, regia di Roy Del Ruth (1932)
- Amami stanotte (Love Me Tonight), regia di Rouben Mamoulian (1932)
- Crooner, regia di Lloyd Bacon (1932)
- La donna proibita (Back Street), regia di John M. Stahl (1932)
- Mancia competente (Trouble in Paradise), regia di Ernst Lubitsch (1932)
- The Girl from Calgary
- Evenings for Sale
- Sneak Easily
- Il giardino del diavolo (Central Park), regia di John G. Adolfi (1932)
- The Match King
- La principessa Nadia
- Piroscafo di lusso
- Topaze, regia di Harry d'Abbadie d'Arrast (1933)
- Viva la birra
- Clear All Wires!
- Blondie Johnson
- Quarantaduesima strada (42nd Street), regia di Lloyd Bacon (1933)
- Il piccolo gigante re dei gangsters
- The World Gone Mad
- Notturno viennese
- Fra' Diavolo
- La principessa innamorata
- The Nuisance
- Abbasso la pappa (Mush and Milk), regia di Robert F. McGowan (1933)
- Arabian Tights
- L'amore è un'altra cosa (Cocktail Hour), regia di Victor Schertzinger (1933)
- Private Detective 62
- Sfidando la vita
- She Had to Say Yes
- Notorious But Nice
- Meet the Baron
- La maniera d'amare
- Walls of Gold
- Carnival Lady
- Jimmy and Sally
- The Worst Woman in Paris?
- Luncheon at Twelve
- Il segreto di Nora Moran
- Partita a quattro (Design for Living), regia di Ernest Lubitsch (1933)
- Cross Country Cruise
- Palooka
- Il gatto ed il violino
- Wonder Bar
- Apples to You!
- A Duke for a Day
- Stingari il bandito sentimentale (Stingaree), regia di William A. Wellman (1934)
- L'uomo ombra (The Thin Man), regia di W. S. Van Dyke (1934)
- Many Happy Returns
- Bachelor Bait
- Paris Interlude
- Rivelazione
- Kansas City Princess
- Una stella s'innamora
- La vedova allegra (The Merry Widow), regia di Ernst Lubitsch (1934)
- Il tesoro dei faraoni
- Done in Oil
- I Am a Thief
- La granduchessa e il cameriere (Here Is My Heart), regia di Frank Tuttle (1934)
- The Man Who Reclaimed His Head, regia di Edward Ludwig (1934)
- L'uomo dai due volti (Charlie Chan in Paris), regia di Hamilton MacFadden e Lewis Seiler (1935)
- La Veuve joyeuse, regia di Ernst Lubitsch (1935)
- The Lottery Lover
- Il maggiordomo
- All the King's Horses
- Una notte al castello
- Amore folle
- Broadway Gondolier
- Here Comes the Band
- Mille dollari al minuto
- Una notte all'opera
- Ship Cafe
- Stars Over Broadway
- Coronado, regia di Norman Z. McLeod (1935)
- Le due città (A Tales of Two Cities), regia di Jack Conway (1935)
- Anything Goes, regia di Lewis Milestone (1936)
- Rose Marie, regia di W. S. Van Dyke (1936)
- Sotto due bandiere (Under Two Flags), regia di Frank Lloyd (1936)
- Arbor Day, regia di Fred Newmeyer (1936)
- Infedeltà (Dodsworth), regia di William Wyler (1936)
- The Accusing Finger, regia di James Hogan (1936)
- Quartieri di lusso (Smartest Girl in Town), regia di Joseph Santley (1936)
- Bill Cracks Down, regia di William Nigh (1937)
- Caffè metropole
- Voglio danzar con te (Shall We Dance)
- Rhythm in the Clouds
- Sorgenti d'oro
- Anime sul mare
- La lucciola (The Firefly), regia di Robert Z. Leonard (1937)
- Double or Nothing, regia di Theodore Reed
- Scandalo al grand hotel
- Cento uomini e una ragazza
- Una ragazza puro sangue
- Una donna in gabbia (Hitting a New High), regia di Raoul Walsh (1937)
- Paradiso per tre
- L'ottava moglie di Barbablù (Bluebeard's Eight Wife), regia di Ernst Lubitsch (1938)
- A Trip to Paris
- Stolen Heaven
- I'll Give a Million
- L'ultima recita
- A Desperate Adventure
- Under the Big Top
- That Certain Age
- Strange Faces
- Adventure in Sahara
- Viaggio nell'impossibile
- La vita di Vernon e Irene Castle (The Story of Vernon and Irene Castle), regia di H.C. Potter (1939)
- Il mago di Oz
- Ninotchka, regia di Ernst Lubitsch (1939)
- City in Darkness
- Everything Happens at Night
- La rivolta del Messico (The Mad Empress), regia di Miguel Contreras Torres (1939)
- Il mostro della via Morgue (Phantom of the Rue Morgue), regia di Roy Del Ruth (1954)
- Tre americani a Parigi (So This Is Paris), regia di Richard Quine (1955)
- La bella di Mosca (Silk Stockings), regia di Rouben Mamoulian (1957)
- Frankenstein Junior (Young Frankenstein), regia di Mel Brooks (1974)
- Il più grande amatore del mondo (The World's Greatest Lover), regia di Gene Wilder (1977)
- Amore al primo morso (Love at First Bite), regia di Stan Dragoti (1979)
- Scusi, dov'è il West? (The Frisco Kid), regia di Robert Aldrich (1979)

### Televisione
- Telephone Time – serie TV, episodio 2x12 (1956)
- Panico (Panic!) – serie TV, episodio 1x05 (1957)
- Indirizzo permanente (77 Sunset Strip) – serie TV, episodio 1x25 (1959)
- Avventure in paradiso (Adventures in Paradise) – serie TV, episodio 1x15 (1960)
- Pete and Gladys – serie TV, episodi 1x08-1x35 (1960-1961)
- Io e i miei tre figli (My Three Sons) – serie TV, episodio 8x24 (1968)